# Emese Hunyady
Emese Hunyady (* 4. März 1966 in Budapest) ist eine ehemalige ungarisch-österreichische Eisschnellläuferin, die zwischen 1984 und 2002 an sechs Olympischen Spielen teilnahm und 1994 für Österreich Olympiasiegerin über 1500 m wurde.

## Karriere
Als Kind trainierte sie sechs Jahre lang Eiskunstlauf und wechselte dann als 11-Jährige zum Schnelllauf.
Hunyady trainierte am „Eisring Süd“ in Wien-Favoriten, unmittelbar nordöstlich des Wasserturms. Das 400-m-Freiluft-Eisschnelllauf-Oval entstand etwa 1983 und wurde bis zum Karriereende von Hunyady im Jahr 2002 betrieben.
Zu den Olympischen Winterspielen 1984 trat sie noch für Ungarn an, seit 1988 nach ihrer Hochzeit mit dem österreichischen Eisschnellläufer Thomas Nemeth im Jahr 1987 für Österreich und wurde mehrmals österreichische Meisterin.
Bei den Olympischen Winterspielen 1992 in Albertville erreichte sie Bronze. 1993 gewann sie bei den Europameisterschaften die Gesamtwertung, 2000 in 1500 m, Weltmeisterin wurde sie 1994 und 1999.

### Olympiasiegerin 1994
Bei den Olympischen Winterspielen 1994 in Lillehammer errang sie Gold über 1500 m und tanzte mit der österreichischen Fahne in der Hand Walzer. Dazu gewann sie die Silbermedaille über 3000 m.

Sie ist immer noch die einzige gebürtige Ungarin, die eine Goldmedaille bei Winterspielen gewinnen konnte (Stand: November 2017). 1994 wurde sie zu Österreichs Sportlerin des Jahres gewählt.
Bei den Olympischen Winterspielen 1998 war sie Fahnenträgerin beim Einzug der österreichischen Mannschaft. 2002 war ihre letzte Teilnahme.
Als 37-Jährige hörte sie 2003 mit dem Wettkampfsport auf.
Sie ist seit 1993 mit Timo Järvinen verheiratet, einem ehemaligen finnischen Eisschnellläufer und Trainer – und damit auch Schwiegertochter von Juhani Järvinen.
Die beiden haben einen Sohn und leben seit 2001 in der Schweiz in der Nähe von Zürich.

## Auszeichnungen
- 1992: Goldenes Verdienstzeichen der Republik Österreich[4]
- 1994: Goldenes Ehrenzeichen für Verdienste um die Republik Österreich[4]
- 1994: Wahl zur Sportlerin des Jahres